# محطة قطار الشيخ بن يحيى
محطة الشيخ بن يحيى هي محطة قطار جزائرية سابقة تقع في إقليم بلدية العطاف، ولاية عين الدفلى .

## الموقع في السكك الحديدية
تقع المحطة على خط سكة حديد من الجزائر إلى وهران حيث تسبقها محطة الروينة وتتبعها محطة محطة سيدي بوعبية .

## تاريخ
ابتداءً من يوم 3 ديسمبر 2023، افتتحت المحطة لنقل المسافرين عبر خط الجزائر – وهران.

## خدمة الركاب

### الخدمة
في عام 2023، لم تُوضع السكة في الخدمة من قبل شركة النقل بالسكك الحديدية الوطنية .

## روابط خارجية
- "ش.و.ن.س.ح". الشركة الوطنية للنقل بالسكك الحديدية. مؤرشف من الأصل في 2025-05-05.